# Tyukalinsky (huyện)
Huyện Tyukalinsky (tiếng Nga: Тюкалинский район) là một huyện hành chính tự quản (raion), của Tỉnh Omsk, Nga. Huyện có diện tích 6394 km², dân số thời điểm ngày 1 tháng 1 năm 2000 là 21600 người. Trung tâm của huyện đóng ở Tyukalinsk.